# José Antonio Gómez Ramón
José Antonio Gómez Ramón, més conegut com a Pizo Gómez (Eibar, 7 de gener de 1964) és un exfutbolista basc, que ocupava la posició de migcampista.

## Trajectòria
Va començar a destacar en el club de la seua ciutat natal, la SD Eibar. De seguida, el 1983, va ser fitxat per l'Athletic Club, en principi com a jugador del filial. Eixe any va debutar amb el primer equip en dos partits de la Copa del rei, mentre que la seua aparició a la competició lliguera no va arribar fins a la campanya 85/86. A la 84/85 va entrenar amb la UE Lleida, atès que va fer el servei militar a Catalunya.
La seua consolidació a l'equip de San Mamés aplega a la temporada 86/87, en la qual juga 36 partits. No té continuïtat i a l'estiu de 1987 fitxa pel CA Osasuna, on milita dues campanyes en les quals serà titular. En la segona, marca fins a sis gols, la seua millor marca registradora.
L'Atlètic de Madrid es va amb els seus serveis el 1989. Serà titular de nou a l'esquadra matalassera, però la temporada 90/91, baixa a disputar només 15 partits. Després de passar pel RCD Espanyol i pel Rayo Vallecano, retorna a l'Atlético el 1993, per jugar 25 partits i marcar un gol.
L'estiu de 1994 retorna a l'Osasuna, on qualla dues bones temporades. El conjunt navarrés militava a la Segona Divisió, la mateixa en la qual ho fa la SD Eibar, amb qui Pizo Gómez disputa la campanya 96/97. Posteriorment, recala al CD Izarra de la Segona B, on penjarà les botes el 1998.
En total, el migcampista basc va jugar a prop de 200 partits entre Primera i Segona Divisió, marcant 14 gols. Va guanyar la lliga i la Copa de 1984 i la Copa de 1991.
Al desembre de 2011 va ser acusat de cobrar un xec de 460.742 € al seu nom per impartir la seva empresa, "Cenforpre", uns cursos de Prevenció de riscos laborals, en relació amb el Cas dels ERE a Andalusia.

## Clubs
- 82/83 SD Eibar
- 83/86 Athletic B
- 83/87 Athletic Club
- 84/85 UE Lleida
- 87/89 CA Osasuna
- 89/91 Atlètic de Madrid
- 91/92 RCD Espanyol
- 92/93 Rayo Vallecano
- 93/94 Atlético de Madrid
- 94/96 Osasuna
- 96/97 Eibar
- 97/98 Izarra